# Крістоф Кнасмюллнер
Крістоф Кнасмюллнер (нім. Christoph Knasmüllner, нар. 30 квітня 1992, Відень) — австрійський футболіст, нападник клубу «Адміра-Ваккер».
Виступав, зокрема, за клуби «Інгольштадт 04» та «Рапід» (Відень), а також юнацьку збірну Австрії.

## Клубна кар'єра
Народився 30 квітня 1992 року в місті Відень.
У дорослому футболі дебютував 2009 року виступами за команду клубу «Баварія II», в якій провів два сезони, взявши участь у 38 матчах чемпіонату. 
Згодом з 2011 по 2014 рік грав у складі команд клубів «Інтернаціонале» та «Інгольштадт 04».
Своєю грою за останню команду привернув увагу представників тренерського штабу клубу «Адміра-Ваккер», до складу якого приєднався 2014 року. Відіграв за команду з Медлінга наступні чотири сезони своєї ігрової кар'єри. Більшість часу, проведеного у складі «Адміри-Ваккер», був основним гравцем атакувальної ланки команди. У складі «Адміри-Ваккер» був одним з головних бомбардирів команди, маючи середню результативність на рівні 0,37 голу за гру першості.
Протягом першої половини 2018 року захищав кольори команди клубу «Барнслі».
До складу клубу «Рапід» (Відень) приєднався у 2018 році. 

## Виступи за збірні
У 2008 році дебютував у складі юнацької збірної Австрії, взяв участь у 26 іграх на юнацькому рівні, відзначившись 13 забитими голами.